# Michael McLeod
Michael McLeod (Reino Unido, 25 de enero de 1952) es un atleta británico retirado, especializado en la prueba de 10000 m en la que llegó a ser subcampeón olímpico en 1984.

## Carrera deportiva
En los JJ. OO. de Los Ángeles 1984 ganó la medalla de plata en los 10000 metros, con un tiempo de 28:06.22 segundos, llegando a meta tras el italiano Alberto Cova y antes que el keniano Mike Musyoki (bronce).